# Ludwik II Wittelsbach
Ludwik II, niem. Ludwig Friedrich Wilhelm von Wittelsbach, znany również jako Ludwik Szalony lub Bajkowy Król (ur. 25 sierpnia 1845 w Monachium, zm. 13 czerwca 1886 nad Starnberger See) – król Bawarii w latach 1864–1886.

## Życiorys
Ludwik II urodził się w pałacu Nymphenburg nieopodal Monachium jako pierwsze dziecko Maksymiliana II i księżniczki pruskiej Marii Fryderyki. Na chrzcie otrzymał imię Ludwik na cześć dziadka Ludwika I. Dzieciństwo wraz z bratem Ottonem urodzonym w 1848 roku spędzał pod okiem wychowawców na zamku Hohenschwangau, natomiast letnie wakacje w specjalnie wybudowanej willi Berchtesgaden.
Wstąpił na tron po śmierci ojca, w wieku 18 lat. Za jego panowania Bawaria została włączona do Rzeszy Niemieckiej, czemu był osobiście niechętny. Podpisał on co prawda wystosowany z inicjatywy Bismarcka list do Wilhelma I, w którym jako najpotężniejszy po królu pruskim władca niemiecki wezwał go do objęcia tronu cesarskiego, ale zdecydowały o tym względy finansowe (zadłużony Ludwik za swoją zgodę przyjął od Bismarcka 6 milionów marek w złocie).

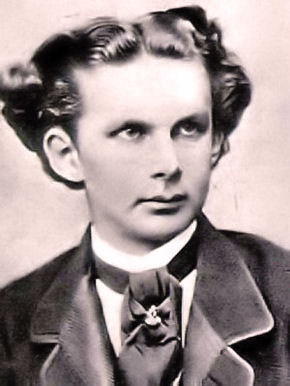
Ludwik II w latach młodości

Od początku swego panowania Ludwik II zaangażowany był w promocję sztuki, zasłynął zwłaszcza jako mecenas muzyki kompozytora Richarda Wagnera. Jest wielce prawdopodobne, że gdyby nie królewskie wsparcie pieniężne, nigdy nie powstałby Pierścień Nibelunga. Dzięki hojnemu mecenatowi i przy jego „duchowym” współudziale stworzone zostały kolejne dzieła mistrza: Śpiewacy norymberscy w 1868, Złoto Renu w 1869 czy Walkiria w 1870 roku. Od 1872 roku król coraz bardziej stroniący od ludzi kazał grywać sobie poszczególne utwory przy pustej widowni. Walnie przyczynił się poprzez kolejne dotacje na rzecz Wagnera do budowy wielkiego teatru operowego, umożliwiającego realizację wizji muzycznych i dramaturgicznych swojego ulubionego kompozytora. Ludwik II pozostał przyjacielem Wagnera aż do jego śmierci, choć nie były to relacje łatwe.
Ludwik był ekscentryczną osobą, np. utożsamiał się z Parsifalem. Jego dziwactwo (interpretowane jako zaburzenia schizotypowe) postępowało wraz z kolejnymi niepowodzeniami w polityce zagranicznej i wewnętrznej. Pod koniec rządów praktycznie odseparował się od świata (mógł cierpieć na chorobę Picka), spędzając czas w swoich baśniowych pałacach w Alpach. Najsłynniejszy z nich, Neuschwanstein, nie został ukończony, lecz mimo to jest jedną z najpopularniejszych niemieckich atrakcji turystycznych i symbolem Bawarii. Wielu współczesnych badaczy uważa, że „nietypowe” zachowania bawarskiego króla nie wynikały z obłędu, lecz ze stresu i problemów nieodłącznie związanych ze sprawowaniem władzy przez wrażliwą jednostkę. Ludwik II był nie tylko wielkim budowniczym niesamowitych pałaców (poza Neuschwanstein wybudował również pałace Herrenchiemsee i Linderhof; czwarty z pałaców – Falkenstein – pozostał w sferze planów).

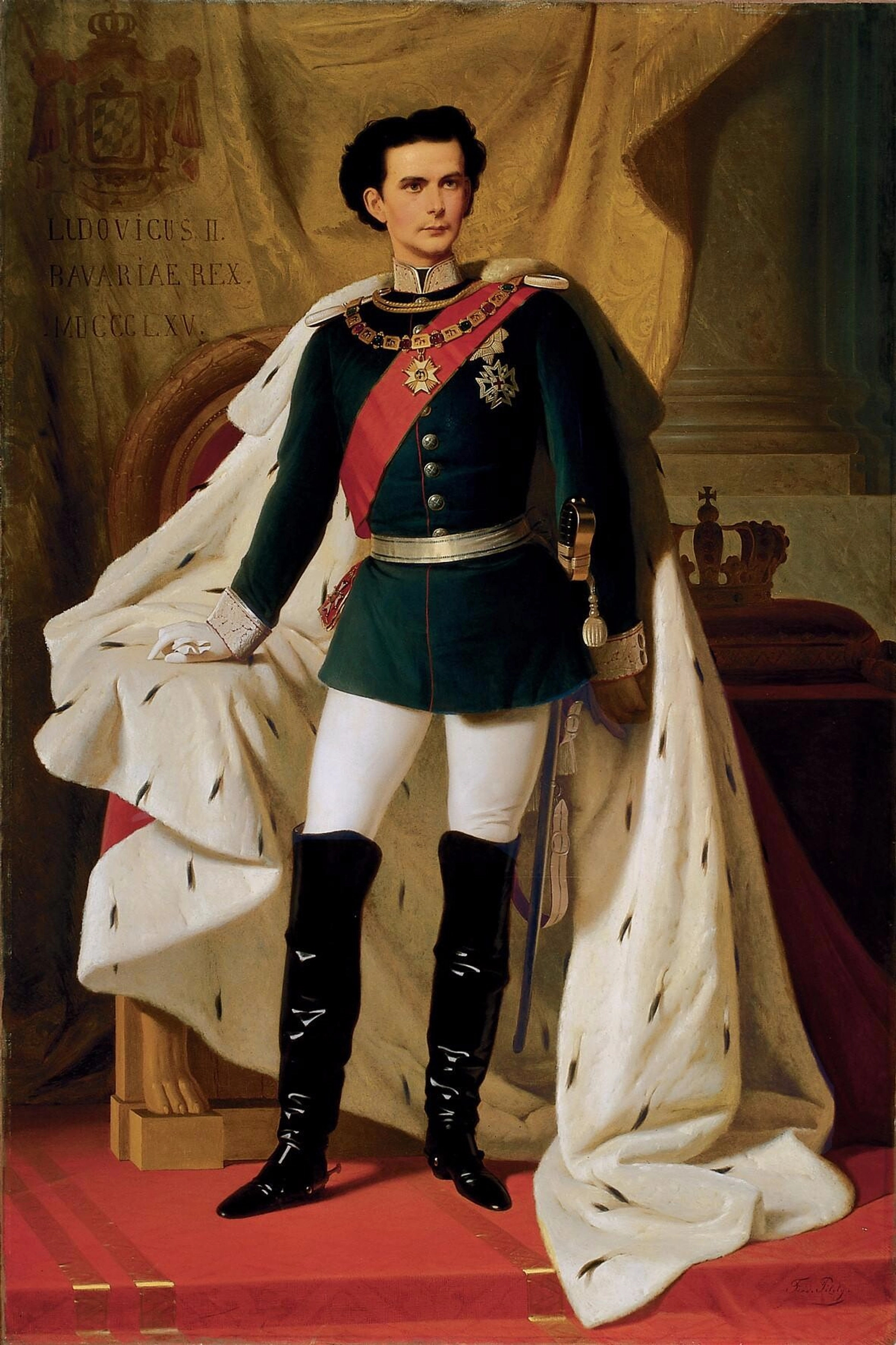
20-letni Ludwik II Wittelsbach w stroju koronacyjnym (mal. Ferdynand von Piloty, 1865)

Ludwik nigdy się nie ożenił, choć był zaręczony z księżniczką bawarską – Zofią Charlottą, jego kuzynką i siostrą cesarzowej Elżbiety. Zaręczyny ogłoszono 22 stycznia 1867, ale po licznych zmianach daty ślubu, Ludwik wycofał się z danego słowa w październiku tego samego roku, Zofia zaś poślubiła Ferdynanda d’Alençon, wnuka Ludwika Filipa. Część zachowanych zapisków z dzienników króla wydanych na początku XX wieku wskazuje na jego orientację homoseksualną. Wydarzenia roku 1867 przyczyniły się walnie do izolacji króla, który bez reszty oddał się sztuce i budownictwu.
9 czerwca 1886 Ludwik II został oficjalnie uznany za niepoczytalnego i faktycznie pozbawiony tronu w wyniku spisku zawiązanego przez wrogich mu ministrów z jego stryjem, księciem Luitpoldem, na czele. Rządy objął regent. Król następnie został przewieziony do zamku Berg, nad jeziorem Starnberger See, na południe od Monachium.
Niejasna jest jego śmierć w jeziorze Starnberg, rozważane było samobójstwo i morderstwo. 13 czerwca 1886 niedaleko brzegu jeziora Starnberger See odnaleziono ciało Ludwika i jego lekarza Bernharda von Guddena, który wcześniej wydał opinię o niepoczytalności króla. Ludwik został pochowany w kościele św. Michała w Monachium.
Jest jednym z najbardziej charakterystycznych władców w historii Niemiec. Jego postać wciąż budzi żywe emocje i spory. W pamięci swoich poddanych zapisał się jako król-pacyfista (starał się unikać konfliktu zbrojnego z Prusami, a później z Francją). Jego życie stało się kanwą dla filmu Luchino Viscontiego pt. Ludwig.

## Odznaczenia
- Wielki Mistrz Orderu Świętego Huberta[5]
- Wielki Mistrz Orderu Świętego Jerzego[5]
- Wielki Mistrz Orderu Maksymiliana Józefa[5]
- Wielki Mistrz Orderu Zasługi Korony Bawarskiej[5]
- Wielki Mistrz Orderu Zasługi Świętego Michała[5]
- Wielki Mistrz Orderu Maksymiliana za Naukę i Sztukę[5]
- Wielki Mistrz Orderu Zasługi Wojskowej (fundator w 1866)[5]
- Wielki Mistrz Orderu Ludwika[5]
- Krzyż Wielki Orderu Kamehamehy I (1865, Królestwo Hawajów)[6]
- Krzyż Wielki Orderu Orła (1865, Cesarstwo Meksyku)
- Order Złotego Runa (1854, Cesarstwo Austrii)[7]

## Genealogia
| Prapradziadkowie                                | Fryderyk Michał Wittelsbach (1724–1767) ∞1746 Maria Franciszka Wittelsbach (1724–1794)                          | Jerzy Wilhelm z Hesji-Darmstadt (1722–1782) ∞1748 Maria Luiza Albertyna z Leiningen-Dagsburga-Falkenburga (1729–1818) | Ernest Fryderyk III Wettyn (1727–1780) ∞1758 Ernestyna Augusta Wettyn (1740–1786)                  | wielki książę Karol II Meklemburski (1741–1816) ∞ 1768 Fryderyka Karolina z Hesji-Darmstadt (1752–1782) | August Wilhelm Hohenzollern (1722–1758) ∞1742 Luiza Amelia z Brunszwiku-Wolfenbüttel (1722–1780)     | landgraf Hesji-Darmstad Ludwik IX (1719–1790) ∞1741 Karolina Wittelsbach (Pfalz-Zweibrücken) (1721–1774) | landgraf Hesji-Darmstad Ludwik IX (1719–1790) ∞1741 Karolina Wittelsbach (Pfalz-Zweibrücken) (1721–1774) | landgraf Hesji-Homburg Fryderyk IV (1724–1751) ∞1746 Luiza Ulryka z Solms-Braunfels (1731–1792)    |
| Pradziadkowie                                   | król Bawarii Maksymilian I Józef Wittelsbach (1756–1825) ∞1785 Augusta Wilhelmina z Hesji-Darmstadt (1765–1796) | król Bawarii Maksymilian I Józef Wittelsbach (1756–1825) ∞1785 Augusta Wilhelmina z Hesji-Darmstadt (1765–1796)       | Fryderyk Wettyn (1763–1834) ∞1785 Charlotta z Meklemburgii-Strelitz (1769–1818)                    | Fryderyk Wettyn (1763–1834) ∞1785 Charlotta z Meklemburgii-Strelitz (1769–1818)                         | król Prus Fryderyk Wilhelm II Pruski (1744–1797) ∞1769 Fryderyka Luiza z Hesji-Darmstadt (1751–1805) | król Prus Fryderyk Wilhelm II Pruski (1744–1797) ∞1769 Fryderyka Luiza z Hesji-Darmstadt (1751–1805)     | Karolina z Hesji-Darmstadt (1746–1821) ∞1768 landgraf Hesji-Homburg Fryderyk V (1748–1820)               | Karolina z Hesji-Darmstadt (1746–1821) ∞1768 landgraf Hesji-Homburg Fryderyk V (1748–1820)         |
| Dziadkowie                                      | król Bawarii Ludwik I Wittelsbach (1786–1868) ∞1810 Teresa Wettyn (1792–1854)                                   | król Bawarii Ludwik I Wittelsbach (1786–1868) ∞1810 Teresa Wettyn (1792–1854)                                         | król Bawarii Ludwik I Wittelsbach (1786–1868) ∞1810 Teresa Wettyn (1792–1854)                      | król Bawarii Ludwik I Wittelsbach (1786–1868) ∞1810 Teresa Wettyn (1792–1854)                           | Wilhelm Hohenzollern (1783–1851) ∞1804 Maria Anna z Hesji-Homburg (1785–1846)                        | Wilhelm Hohenzollern (1783–1851) ∞1804 Maria Anna z Hesji-Homburg (1785–1846)                            | Wilhelm Hohenzollern (1783–1851) ∞1804 Maria Anna z Hesji-Homburg (1785–1846)                            | Wilhelm Hohenzollern (1783–1851) ∞1804 Maria Anna z Hesji-Homburg (1785–1846)                      |
| Rodzice                                         | król Bawarii Maksymilian II Wittelsbach (1811–1864) ∞1842 Maria Fryderyka Hohenzollern (1825–1889)              | król Bawarii Maksymilian II Wittelsbach (1811–1864) ∞1842 Maria Fryderyka Hohenzollern (1825–1889)                    | król Bawarii Maksymilian II Wittelsbach (1811–1864) ∞1842 Maria Fryderyka Hohenzollern (1825–1889) | król Bawarii Maksymilian II Wittelsbach (1811–1864) ∞1842 Maria Fryderyka Hohenzollern (1825–1889)      | król Bawarii Maksymilian II Wittelsbach (1811–1864) ∞1842 Maria Fryderyka Hohenzollern (1825–1889)   | król Bawarii Maksymilian II Wittelsbach (1811–1864) ∞1842 Maria Fryderyka Hohenzollern (1825–1889)       | król Bawarii Maksymilian II Wittelsbach (1811–1864) ∞1842 Maria Fryderyka Hohenzollern (1825–1889)       | król Bawarii Maksymilian II Wittelsbach (1811–1864) ∞1842 Maria Fryderyka Hohenzollern (1825–1889) |
| Ludwik II Wittelsbach (1845–1886), król Bawarii | | | | | | | | |

## Najważniejsza literatura
- Jean Des Cars: Ludwik II Bawarski – król rażony szaleństwem. Warszawa: PIW, 1997, seria: biografie sławnych ludzi. Brak numerów stron w książce